# سقانفار کیجا
سقانفار کیجا مربوط به دوره قاجار است و در بابل، محله حمزه کلای غربی، جنب گورستان عمومی واقع شده و این اثر در تاریخ ۱۰ مهر ۱۳۸۰ با شمارهٔ ثبت ۴۱۷۳ به‌عنوان یکی از آثار ملی ایران به ثبت رسیده است.